# 萊特上冰川

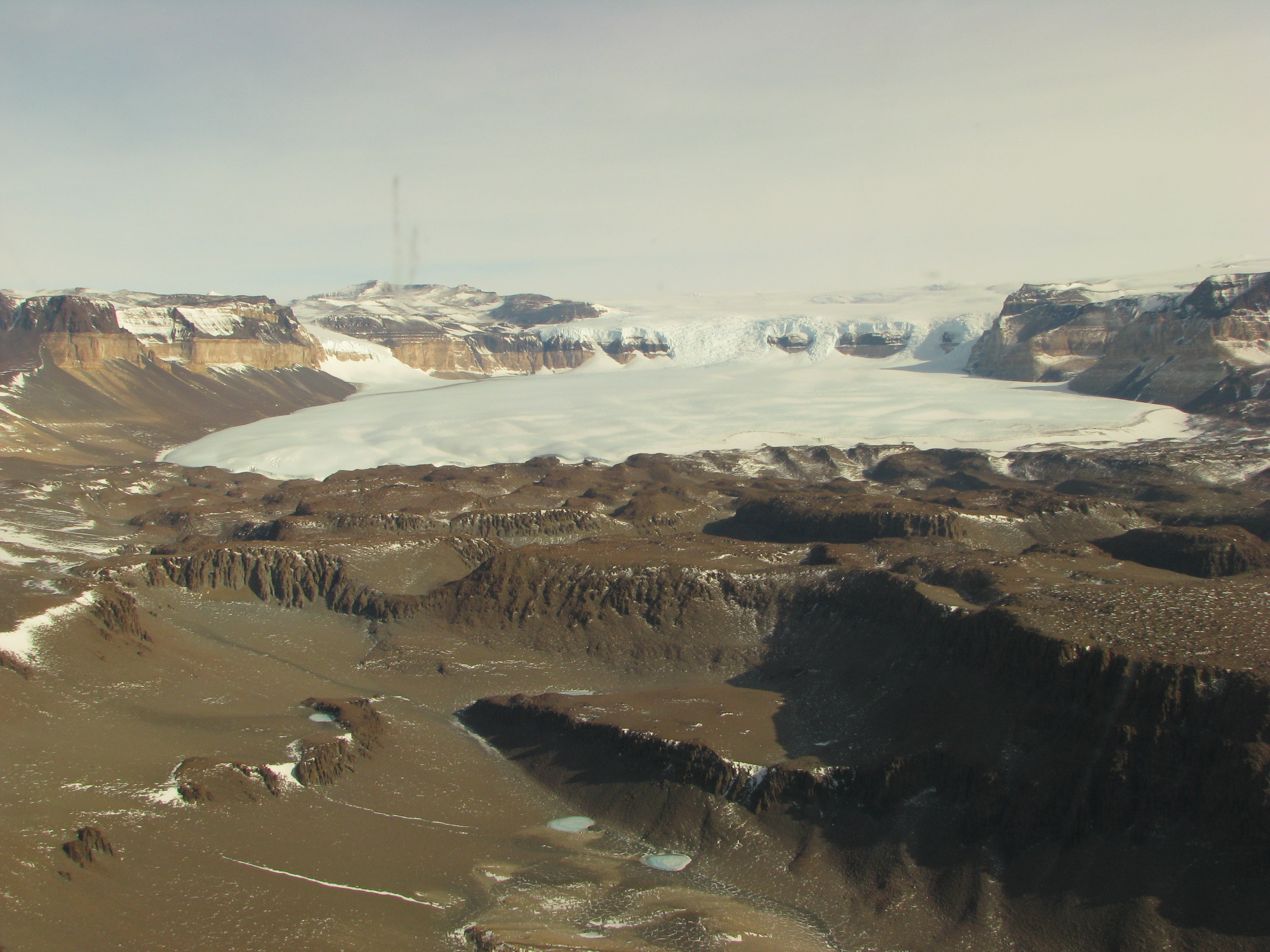
莱特上冰川（摄于2013年）

77°32′S 160°35′E / 77.533°S 160.583°E
萊特上冰川（英語：Wright Upper Glacier）是南極洲的冰川，位於維多利亞地，處於謝普利斯山和萊特上冰川之間，以紐約的空軍國民警衛隊機師命名，現時由南極條約體系管理。